# Lamego (Almacave e Sé)
Pour l’article homonyme, voir Lamego.
Lamego (Almacave e Sé) est une paroisse civile portugaise (en portugais : freguesia) de la municipalité de Lamego dans le district de Viseu. Elle est créée en 2013, par fusion des paroisses de Lamego (Almacave) et Lamego (Sé).

## Géographie
Lamego (Almacave e Sé) correspond au centre urbain de la municipalité de Lamego.
La paroisse est arrosée par le Rio Balsemão (pt), affluent du Rio Varosa (pt) et sous-affluent du Douro.

## Histoire
La paroisse Lamego (Almacave e Sé) est créée par la loi no 11-A/2013 du 28 janvier 2013 portant réorganisation administrative du territoire des freguesias, en fusionnant les paroisses de Lamego (Almacave) et Lamego (Sé).

## Démographie
Lors du recensement de 2021, Lamego (Almacave e Sé) compte 12 071 habitants. C'est la paroisse la plus peuplée de la municipalité de Lamego, qui totalise alors 24 312 habitants.